# Coiffe de Moctezuma
La « coiffe de Moctezuma » ou « couronne de Moctezuma » (en nahuatl : quetzalāpanecayōtl), aussi surnommée « panache de Moctezuma » (en espagnol : Penacho de Moctezuma), est une coiffe en plumes de quetzal traditionnellement attribuée à Moctezuma II, empereur aztèque au moment de la conquête espagnole de l'Empire aztèque. Toutefois, sa provenance est incertaine et sa nature même de couvre-chef est remise en question.
Elle est faite de plumes de quetzal et d'autres plumes avec des détails cousus en or. Elle se trouve aujourd'hui au Weltmuseum Wien et constitue une source de conflit entre l'Autriche et le Mexique, aucune autre coiffe similaire n'ayant été retrouvée.

## Description

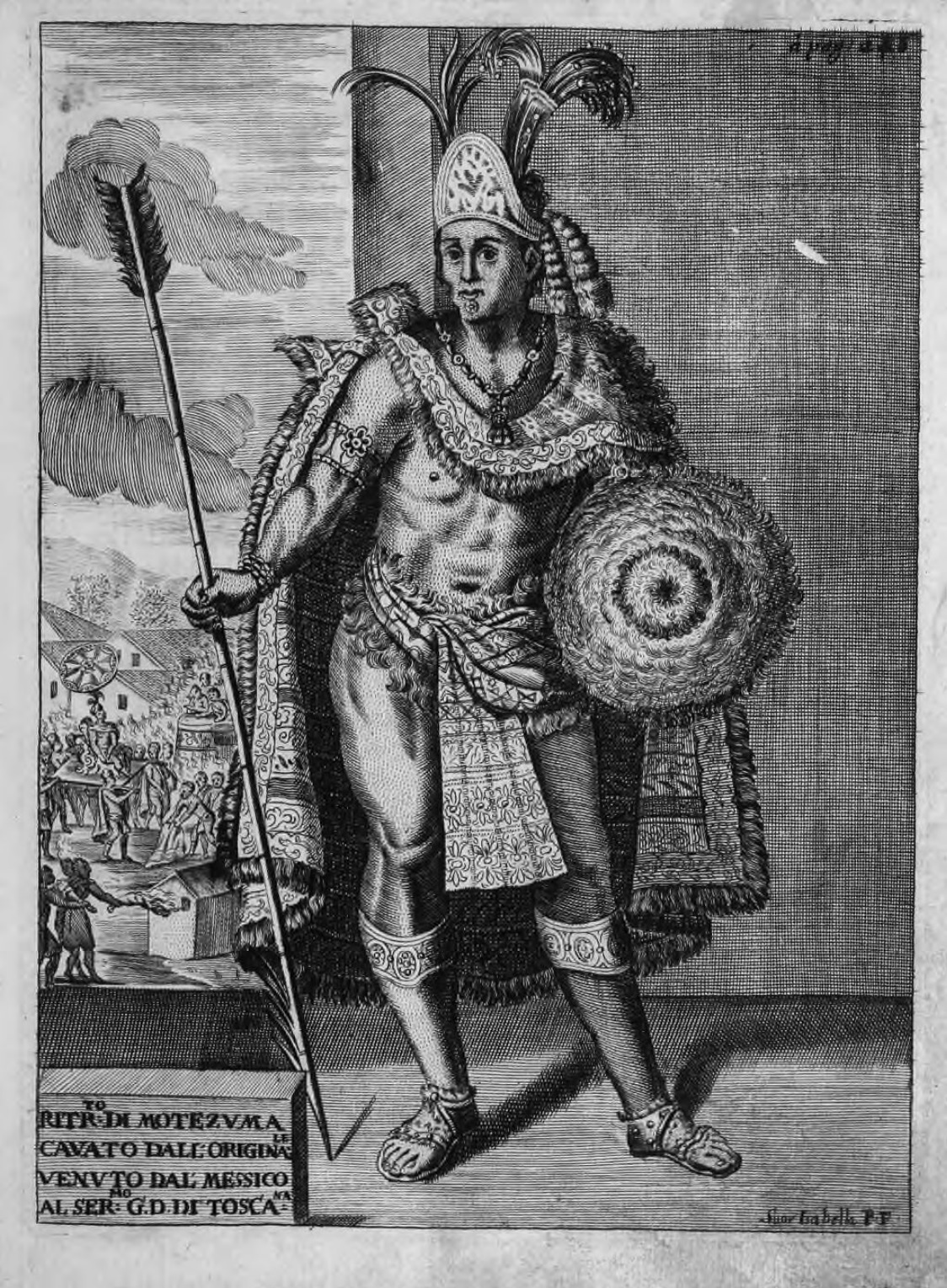
Représentation de la fin du XVIIe siècle de Moctezuma II, portant un xiuhhuitzolli, la couronne royale utilisée par les empereurs aztèques.

Les plumes de la pièce se sont détériorées au fil des siècles. Elle mesure 116 cm de haut et 175 cm de large et a la forme de couches concentriques de plumes de différentes couleurs disposées en demi-cercle. La plus petite est composée de plumes bleues de cotinga céleste (xiuhtōtōtl) avec de petites plaques d'or en forme de demi-lunes. Derrière, on trouve une couche de plumes de spatule rosée (tlāuhquechōlli), puis de petites plumes de quetzal, ainsi qu'une autre couche de plumes brun-rouge à pointes blanches du piaye écureuil, avec trois bandes de petites plaques d'or, et enfin deux des 400 plumes de queue de quetzal très rapprochées, d'une longueur d'environ 55 cm. Les plumes de quetzal au centre de la coiffe sont surélevées par rapport aux côtés. Des lanières de cuir fixent la couronne à la tête du porteur.
Bien qu'elle ait probablement servi de coiffe, elle a également été identifiée sous d'autres aspects. En tant que coiffe, son apparence correspond à celle que l'on voit dans les codex aztèques contemporains, portée par les prêtres pendant le festival de Xocotlhuetzi. Cependant, son aspect correspond également à celui d'autres types d'objets que l'on peut voir dans les représentations contemporaines. Dans le Codex Cozcatzin, l'empereur Axayácatl est représenté lors de la bataille de Tlatelolco portant un étendard à plumes de quetzal et une sorte de grand dispositif dans le dos, tous deux d'apparence similaire. Dans tous les cas, il semble que l'objet soit associé à la divinité Quetzalcóatl. Néanmoins, il n'y a pas de preuves directes qui suggèrent que l'objet ait réellement appartenu à Moctezuma.

## Histoire

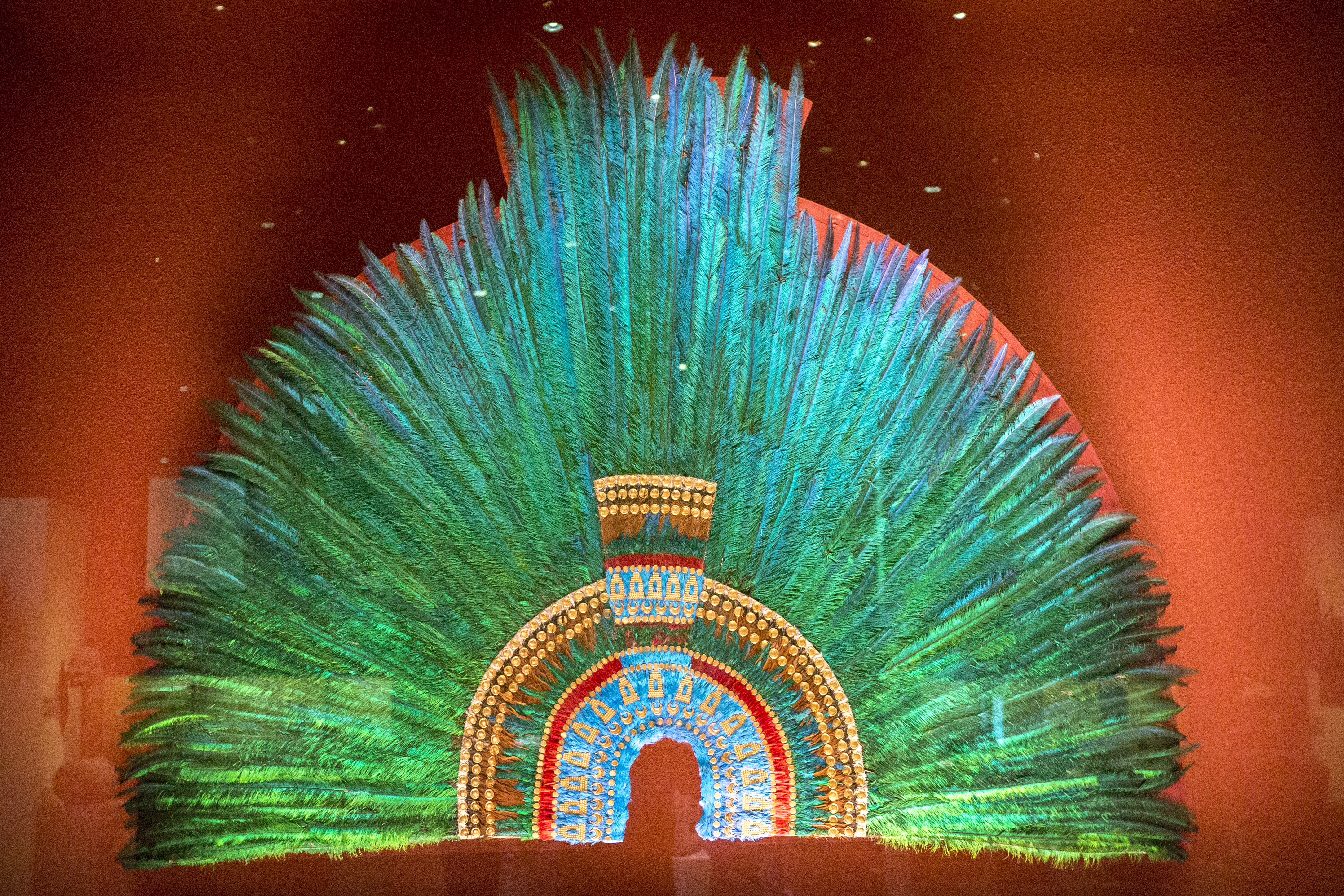
Reproduction moderne de la coiffe de Moctezuma, au Musée national d'anthropologie de Mexico.

Bien qu'attribuée à Moctezuma et à la conquête espagnole, la provenance de cette pièce n'est pas attestée et elle ne correspond pas aux illustrations aztèques de la coiffe de la noblesse. À la fin du XIXe siècle, des chercheurs européens tels que Ferdinand von Hochstetter et Eduard Georg Seler s'y sont intéressés, et c'est à l'anthropologue américaine Zelia Nuttall que l'on doit son identification en tant que quetzalapanecayotl. Il a été restauré en 1878, alors qu'on pensait encore qu'il s'agissait d'un manteau plutôt que d'une coiffe. Il est attesté depuis 1575 dans les collections de l'archiduc Ferdinand à Ambras, près d'Innsbruck, en Autriche. Au début du XIXe siècle, elle a été déposée au Musée d'ethnologie de Vienne (numéro d'inventaire 10402VO) avec d'autres objets liturgiques de Quetzalcóatl et d'Ehecatl.
Bien que des échanges d'objets et la restitution de la coiffe aient été négociés avec le gouvernement mexicain, une commission d'experts bilatérale a jugé l'objet trop fragile pour être transporté et a donc recommandé qu'il reste à Vienne,.